# Franciszek Teodor Ejsmond
Franciszek Teodor Ejsmond (ur. 29 marca 1859 w Goździe, zm. 13 sierpnia 1931 w Warszawie) – polski malarz.

## Życiorys
Urodził się 29 marca 1859 roku w Goździe koło Radomia, jako syn Aleksandra (1834-1891) i Karoliny z Grudzińskich (1841-1864). Imię otrzymał zapewne po pradziadku – Franciszku Lizanowiczu. Po śmierci matki rodzina przeprowadziła się do majątku Krogulcza Mokra, który zakupili bracia Piotr i Aleksander Ejsmondowie. Tam też spędził dzieciństwo.
Studia odbywał w warszawskiej Akademii Sztuk Pięknych, a następnie (1879-1886) w Akademii w Monachium (w końcu października 1879 r. zgłosił się do Akademii Sztuk Pięknych - Naturklasse). Tam studiował u Gyuli Benczúra i Antonina Wagnera. Nawiązał przyjaźń z Julianem Fałatem i Józefem Brandtem. Cieszył się znacznym uznaniem i rozgłosem międzynarodowym. Do kraju powrócił w roku 1897. Był dyrektorem Towarzystwa Zachęty Sztuk Pięknych w Warszawie. W latach 1913–1918 był prezesem Polskiego Towarzystwa Artystycznego.
Nawiązywał do malarstwa holenderskiego i monachijskiego, pozostawał na uboczu rozwoju nowoczesnego malarstwa. Malował idealizowane i sentymentalne sceny rodzajowe z życia patriarchalnie ujętych chłopskich rodzin z udziałem dzieci (Miłość macierzyńska, 1887). Jako zamiłowany myśliwy malował sceny z polowań, a także motywy wschodnie, portrety (Portret starca z brodą, 1881), martwe natury, pejzaże i obrazy religijne.

### Życie prywatne
Miał bardzo liczne rodzeństwo – jego ojciec z 3 małżeństw pozostawił 15 dzieci. Ożenił się z Marią Wieniawską, córką znanego literata Juliana Wieniawskiego (o pseudonimie Jordan). Miał dwóch synów: Juliana, pisarza i Stanisława, malarza.
Spoczywa w rodzinnym grobowcu na cmentarzu Powązkowskim w Warszawie (kw. 194–I–16/17).

## Galeria

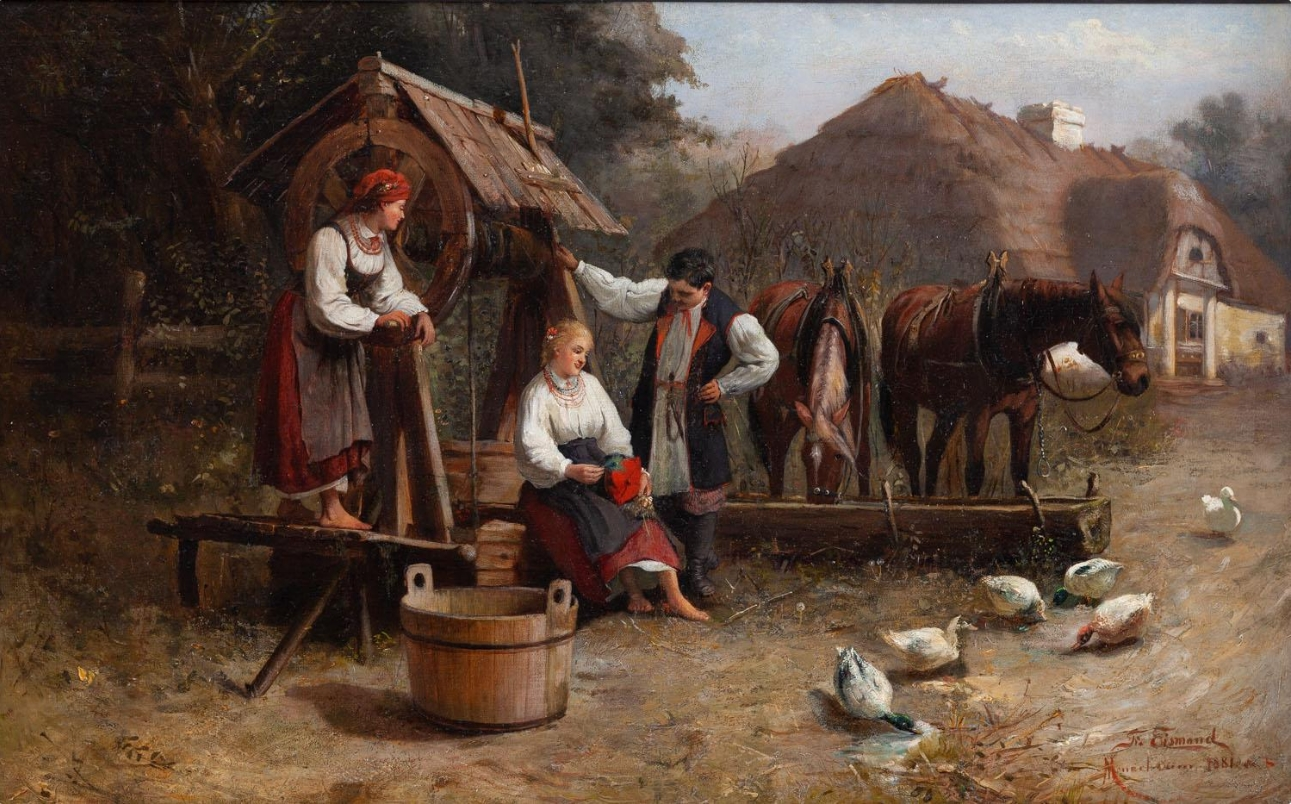
Zaloty, olej na desce, 1881
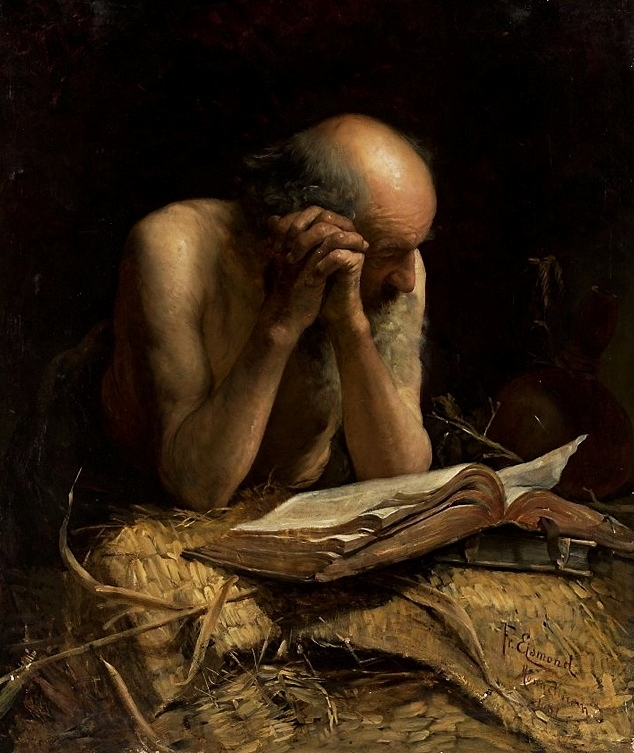
Anachoreta, olej na płótnie, 1881
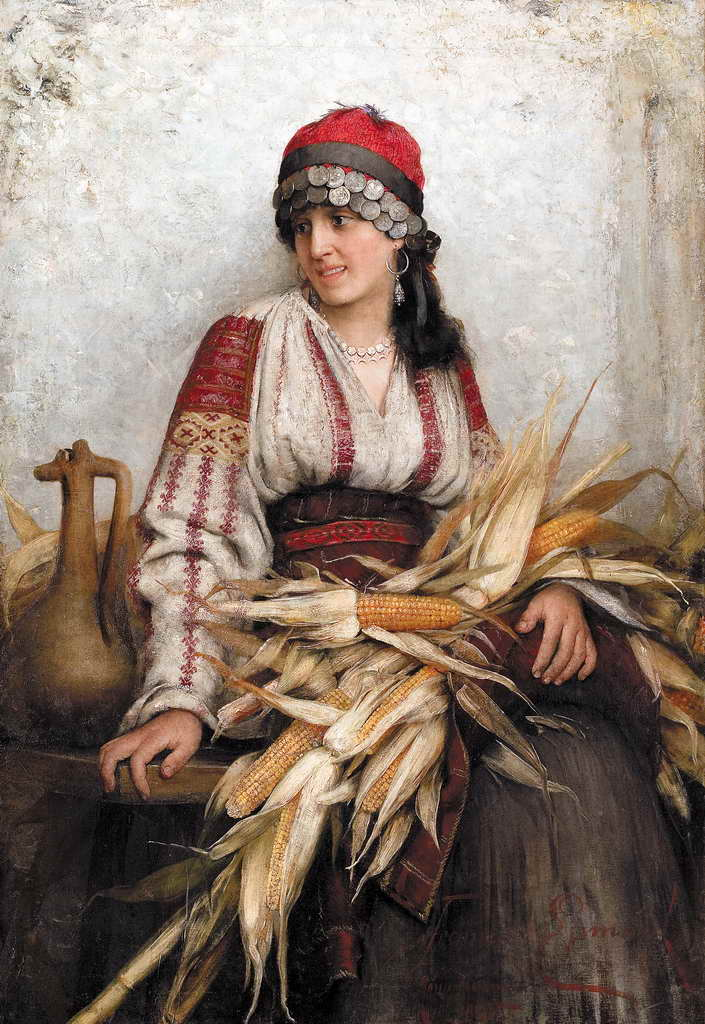
Portret młodej Cyganki, olej na płótnie, 1885
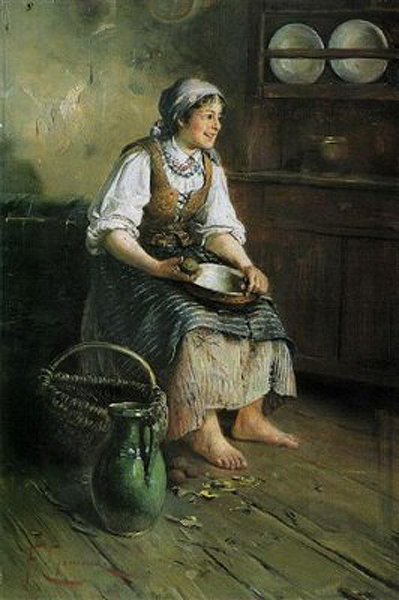
Dziewczyna obierająca ziemniaki
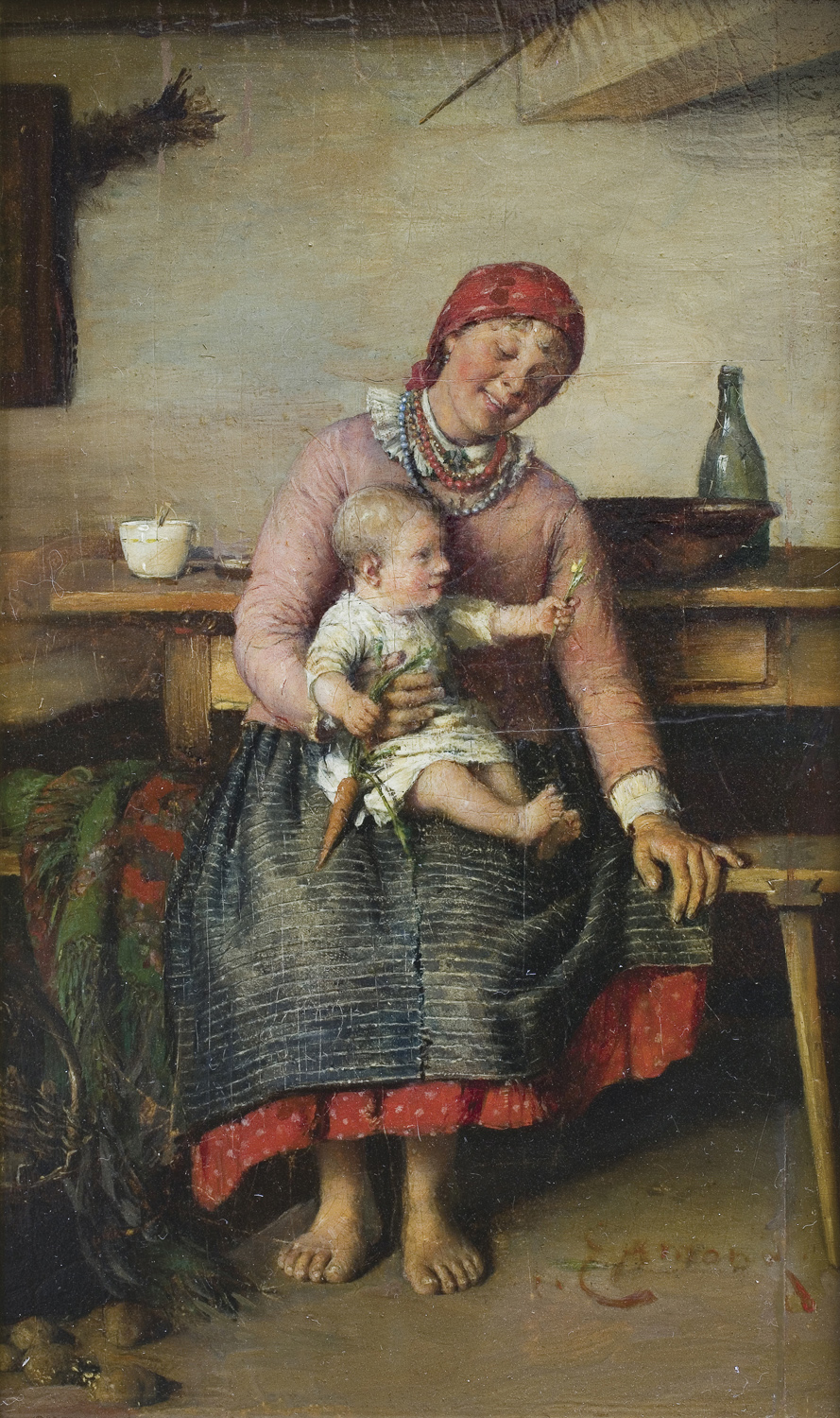
Kobieta z dzieckiem, około 1920
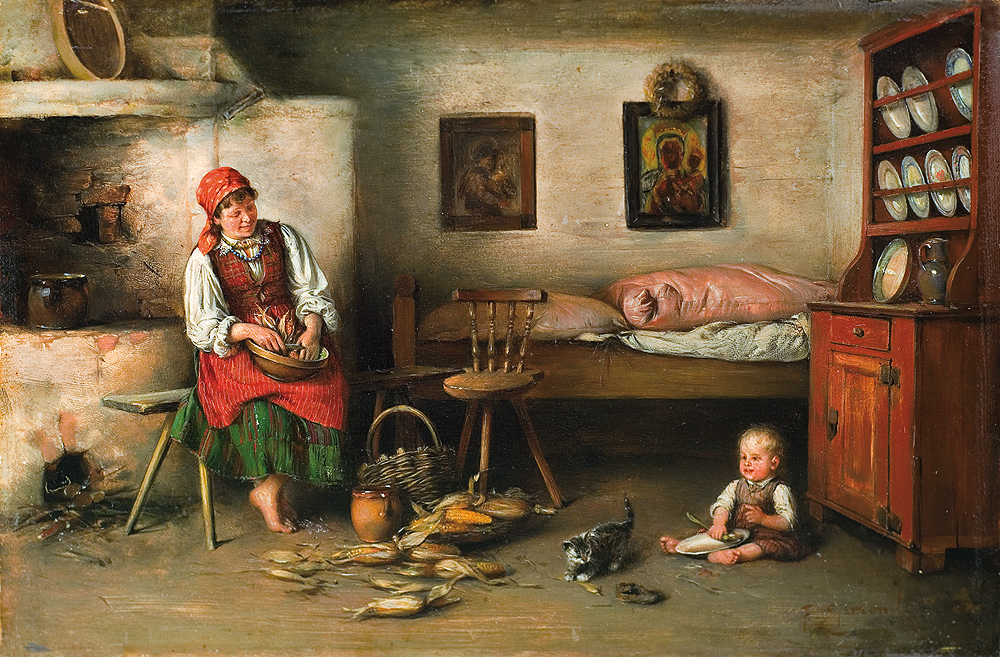
W izbie